# Charles & Eddie
Charles & Eddie – amerykański duet wykonujący muzykę soul i R&B. Tworzyli go Charles Pettigrew (1963–2001) i Eddie Chacon (właśc. Edward L. Chacon) (ur. 1963). Ich najbardziej znanym przebojem był singel „Would I Lie to You?”, wydany w roku 1992. Grupa wydała dwa albumy.
Charles zmarł na raka w 2001 roku, w wieku 37 lat. Eddie Chacon mieszka w Los Angeles i jest frontmanem w duecie (z Sissy Sainte-Marie) – The Polyamorous Affair.

## Dyskografia

### Albumy
- 1992 „Duophonic”
- 1995 „Chocolate Milk”

### Single
- 1992: „Would I Lie to You?”
- 1993: „N.Y.C. (Can You Believe This City)”
- 1993: „House Is Not a Home” UK #29
- 1995: „24-7-365”
- 1995: „Jealousy”